# Xochitl
Xochitl byla podle záznamů z mexických kronik legendární vládkyně Toltécké říše, která údajně panovala v letech 877–916 n. l. Byla manželkou toltéckého panovníka Tecpancaltzina Iztaccaltzina, později místo něj převzala vládu nad Toltéckou říši a nakonec padla v bojích občanské války, která se rozpoutala na počátku 10. století na území dnešního Mexika.

## Historie
O životě vládkyně Xochitl, stejně jako o Toltécké říši, neexistují bezprostřední důkazy. První písemné zmínky o Toltécích a období vlády Xochitl a jejího manžela, v pořadí osmého či devátého toltéckého panovníka Tecpancaltzina Iztaccaltzina, se objevují až v dílech Juana de Torquemady, španělského teologa z 15. století, nebo mexického šlechtice a historika španělsko-aztéckého původu Fernanda de Alva Cortése Ixtlilxóchitla (1568 nebo 1578 – 1650), tedy několik století po popisovaných událostech. Ixtlilxóchitl byl autorem řady historických knih, popisujících dějiny Čičiméků, Toltéků a Aztéků, jako například Relaciones históricas nebo Historia de la nación Chichimeca, později známá pod názvem Historia general de la Nueva España. Pochybnosti mj. budí i skutečnost, že v dílech uvedených autorů se obvykle uvádí, že toltéčtí panovníci vládli 52 let, což byl ve skutečnosti jeden cyklus tzv. středoamerického kalendáře.

## Legendy
Podle popisovaných záznamů (či zaznamenaných legend)Tecpancaltzin Iztaccaltzin coby osmý či devátý tlatoani (vládce) převzal kolem roku 830 n. l. vládu nad Toltéckou říší po smrti své matky a předchozí panovnice Xihuiquenitzin Ziuhcaltzin. Jistý toltécký šlechtic Papantzin pak v roce 843 objevil možnost připravit ze šťávy rostlin agáve kvašený nápoj, později známý jako pulque, a spolu se svou dcerou Xochitl přinesl tento nápoj svému vladaři.Tecpancaltzinovi se zalíbil nejen osvěžující nápoj, ale i Papantzinova dcera. Údajně ji zamkl ve svém paláci a držel ji v zajetí. Po čase se jim narodil syn Meconetzin. Když zemřela Tecpancaltzinova manželka Maxio, s níž měl vládce jen dcery, stala se Xochitl vládkyní a její syn následníkem. Kolem roku 877 měla svého manžela sesadit z trůnu a dále vládnout sama. Po vypuknutí občanské války se aktivně zapojila do bojů. Zároveň vyzvala další toltécké ženy, aby ji následovaly a z těchto bojovnic sestavila samostatnou vojenskou jednotku. Smrt našla na bojišti, podle některých pověstí zároveň s ní padl i její manžel Tecpancaltzin.